# Italy (Texas)
Italy (Aussprache: /ˈɪtli/) ist eine Stadt mit dem Status Town im Ellis County im Bundesstaat Texas der Vereinigten Staaten.
Bei der letzten Volkszählung im Jahr 2010 hatte Italy 1863 Einwohner, für 2018 wurde die Einwohnerzahl auf 1858 geschätzt.

## Lage
Italy liegt an der Kreuzung der U.S. Route 77 mit dem Texas State Highway 34, rund 22 Kilometer südlich von Waxahachie und 30 Kilometer nordöstlich von Hillsboro. Unmittelbar westlich von Italy verläuft der Interstate-Highway 35E. Benachbarte Ortschaften und Städte sind Forreston im Norden, Nash im Nordosten, Avalon im Osten, Lone Cedar im Südosten, Mertens im Süden, Milford im Südwesten und Bell Branch im Nordwesten.

## Geschichte
Das erste Gebäude im heutigen Stadtgebiet wurde 1879 von den Brüdern Aycock gebaut und diente als Wohngebäude, Gemischtwarenladen und Poststelle. Ursprünglich sollte der Ort nach Sam Houston den Namen Houston Creek erhalten. Um jedoch Verwechslungen mit anderen Städten ähnlichen Namens zu vermeiden, wurde im Jahr 1880 von dem damaligen Vorsteher des Postamtes von Waxahachie, Gabriel J. Penn, der Name Italy vorgeschlagen, da ihn das Wetter vor Ort an das in Italien erinnere. 1890 hatte die Siedlung bereits knapp 400 Einwohner, die von der Landwirtschaft lebten und Weizen und Baumwolle anbauten.
Im Dezember 1890 erreichte der Bau der Bahnstrecke der Missouri-Kansas-Texas Railroad das Dorf. Im folgenden Jahr wurde Italy als Stadt inkorporiert. 1894 gab es in Italy mehrere Schulen, in denen zusammen 350 Schüler unterrichtet wurden. 1900 gab es sechs Kirchen in der Stadt. Ein Jahr später erreichte die International-Great Northern Railroad Italy. 1913 fuhren auf der Streck die ersten Interurbans in den Großraum Dallas und nach Waco. Im März 1925 wurde der Italy Independent School District gegründet. In den 1920er-Jahren wurde die Wirtschaft von Italy noch stark durch die Baumwollindustrie geprägt, mit fünf Egreniermaschinen und einer Baumwollsamenölmühle. Die Einwohnerzahl der Stadt stieg in der ersten Hälfte des 20. Jahrhunderts stetig an, von 1061 Einwohnern im Jahr 1900 auf etwa 1500 im Jahr 1925; danach kam es als Folge der Great Depression jedoch zu einer Abwanderung der Bevölkerung. Schon 1930 hatte Italy nur noch 1230 Einwohner.
Zur Volkszählung 1960 erreichte die Einwohnerzahl von Italy mit 1183 Einwohnern ihren seit 1910 tiefsten Stand. Die Stadt ist noch immer landwirtschaftlich geprägt. Durch eine Verstärkung der Maisproduktion ab 1975 erlebte Italy wieder einen wirtschaftlichen Aufschwung. Seit den 1980er-Jahren entwickelte sich Italy durch eine stetige Vergrößerung des Dallas-Fort-Worth-Metroplex zu einer Pendlergemeinde, was wiederum eine steigende Einwohnerzahl durch Zugezogene aus den Großstädten mit sich brachte. Im Jahr 2000 hatte Italy 1993 Einwohner, seitdem ist die Bevölkerungszahl wieder leicht rückläufig. Am 6. Juli 2016 stürzte ein Hubschrauber vom Typ Bell 525 während eines Testfluges in der Nähe von Italy ab, die beiden Besatzungsmitglieder kamen bei dem Absturz ums Leben.

## Demografie
Im Jahr 2018 hatte Italy laut American Community Survey 1858 Einwohner. Es gab 648 Haushalte und 414 Familien in der Stadt. Von den Einwohnern waren 77,9 Prozent Weiße, 9,3 Prozent Afroamerikaner und 0,2 Prozent Nachfahren der Cherokee. 10,4 Prozent waren anderer Abstammung und 2,3 Prozent gaben mehrere Abstammungen an. 29,4 Prozent der Einwohner der von Italy waren hispanischer Abstammung. 50,5 Prozent der Einwohner waren männlich und 49,5 Prozent weiblich.

40,7 Prozent der Haushalte hatten Kinder unter 18 Jahren, die bei ihnen lebten, und in 32,1 Prozent der Haushalte lebten Personen über 60 Jahren. Altersmäßig verteilten sich die Einwohner von Italy auf 28,4 Prozent Minderjährige, 7,1 Prozent zwischen 18 und 24, 30,2 Prozent zwischen 25 und 44, 23,3 Prozent zwischen 45 und 64 und 11,0 Prozent der Einwohner waren 65 Jahre alt oder älter. Das Medianalter lag bei 33,6 Jahren. 2018 lag das Medianeinkommen in Italy pro Haushalt bei 46.429 US-Dollar und pro Familie bei 53.889 US-Dollar. 7,9 Prozent der Einwohner lebten unterhalb der Armutsgrenze.

## Bildung
Italy ist Sitz des Italy Independent School District. Zu dem Schulbezirk gehören eine Grundschule der Klassenstufen eins bis sechs sowie eine Highschool. Im Schuljahr 2018/19 wurden an den beiden Schulen insgesamt 602 Schüler unterrichtet.
Am 22. Januar 2018 kam es an der Italy High School zu einem Amoklauf, bei dem ein 15-jähriges Mädchen verletzt wurde.

## Persönlichkeiten

### Söhne des Ortes
- Jack Hyles (1926–2001), Baptistenprediger

### Personen mit Verbindung zur Stadt
- Dale Evans (1912–2001), Schauspielerin und Sängerin, wuchs in Italy auf